# Ɨ̧̌
Cette page contient des caractères spéciaux ou non latins. S’ils s’affichent mal (▯, ?, etc.), consultez la page d’aide Unicode.
Ɨ̧̌ (minuscule : ɨ̧̌), appelé I barré caron cédille, est un graphème utilisé dans l’écriture du mundani. Il s’agit de la lettre I diacritée d’une barre inscrite, d’un caron et d'une cédille.

## Utilisation
En mundani, ‹ ɨ̧̌ › est utilisé pour représenter une voyelle ‹ ɨ › nasalisée avec un ton montant, par exemple dans mbɨ̧̌ « cloche ».

## Représentations informatiques
Le I barré caron cédille peut être représenté avec les caractères Unicode suivants :
- décomposé et normalisé NFD (latin étendu B, alphabet phonétique international, diacritiques) :

| formes    | représentations | chaînes de caractères | points de code       | descriptions                                                          |
| --------- | --------------- | --------------------- | -------------------- | --------------------------------------------------------------------- |
| capitale  | Ɨ̧̌               | Ɨ◌̧◌̌                   | U+0197 U+0327 U+030C | lettre majuscule latine i barré diacritique cédille diacritique caron |
| minuscule | ɨ̧̌               | ɨ◌̧◌̌                   | U+0268 U+0327 U+030C | lettre minuscule latine i barré diacritique cédille diacritique caron |

## Sources
- (en) Elizabeth Parker et Christine Durrant, Mundani-English Lexicon, 1990 (lire en ligne)